# Laird's lug
Als castells escocesos, un laird's lug (en escocès, literalment, orella del senyor, era un sistema d'escolta secret consistent en un conducte o tub que portava des de, per exemple, des del gran saló-menjador a una petita cambra secreta, normalment adjunt al dormitori principal del senyor del castell, usat per poder així escoltar als convidats o al servei.
De vegades, es trobaven al costat de la xemeneia del saló-menjador, com al castell de Kinkell o fins i tot darrere de la xemeneia, com al castell MacLellan.
Exemples de "laird's lug" en podem trobar al castell d'Edimburg, al castell de Muchalls, al castell de Fraser, al castell de Crathes o al castell MacLellan.
Una variant era una petita finestra, que permetia veure més que escoltar, i que tindria una funció semblant a l'espiell.